# Stora Råby församling
Stora Råby församling var en församling i Lunds stift och Lunds kommun. Församlingen uppgick 2012 i Lunds östra stadsförsamling.
Församlingen omfattade stadsdelen Linero samt byn Stora Råby med dess omgivning.

## Administrativ historik
Församlingen har medeltida ursprung.
Församlingen var till 1598 moderförsamling i pastoratet Stora Råby och Kyrkheddinge för att därefter till omkring 1645 utgöra ett eget pastorat och därefter till 1946 vara annexförsamling i pastoratet Bjällerup och Stora Råby. Från 1946 till 1962 var den annexförsamling i pastoratet Kyrkheddinge, Esarp, Bjällerup och Stora Råby, från 1962 till 1992 annexförsamling i pastoratet Lunds domkyrkoförsamling och Stora Råby. Från 1992 till 2000 var församlingen moderförsamling i pastoratet Stora Råby och Östra Torn för att därefter till 2012 utgöra ett eget pastorat. Församlingen uppgick 2012 i Lunds östra stadsförsamling.

## Kyrkobyggnader
- Stora Råby kyrka
- Sankt Knuts kyrka.